# سامر ارب
سامر ارب (انگلیسی: Summer Erb؛ زادهٔ ۲۵ ژوئیهٔ ۱۹۷۷) بازیکن بسکتبال، و سرمربی (بسکتبال) اهل ایالات متحده آمریکا است.